# Kent
Kent (/kɛnt/ en inglés) es uno de los cuarenta y siete condados de Inglaterra, Reino Unido, con capital administrativa en Maidstone, aunque la capital cultural e histórica es Canterbury. Ubicado en el extremo sureste del país, en la región Sudeste, limita al norte con Essex, al norte y este con el mar del Norte, al sur con el canal de la Mancha y Sussex del Este, y al oeste con Surrey y el Gran Londres. Tiene también una frontera "nominal" con Francia en la mitad del Eurotúnel. El condado ocupa un área de 3736 km². 

## Geografía
Las dos localidades con estatus de "ciudad" en el condado son Canterbury, sede del arzobispado de Canterbury, y Rochester, sede del obispado de Rochester. Sin embargo, en 1998, Rochester perdió su condición oficial de ciudad. 
El paisaje es accidentado y por su belleza Kent también es conocido como el jardín de Inglaterra. La agricultura en Kent es casi una industria por sí misma. En la zona este del condado se explotaron diversas minas de carbón durante el siglo XX.

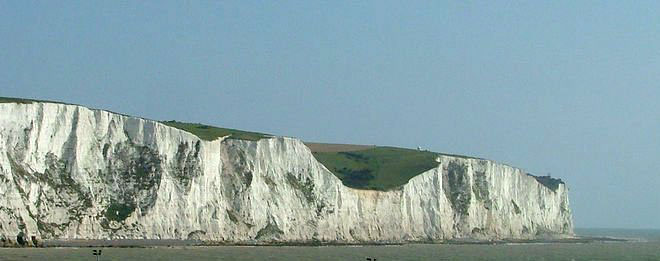
Acantilados blancos de Dover.

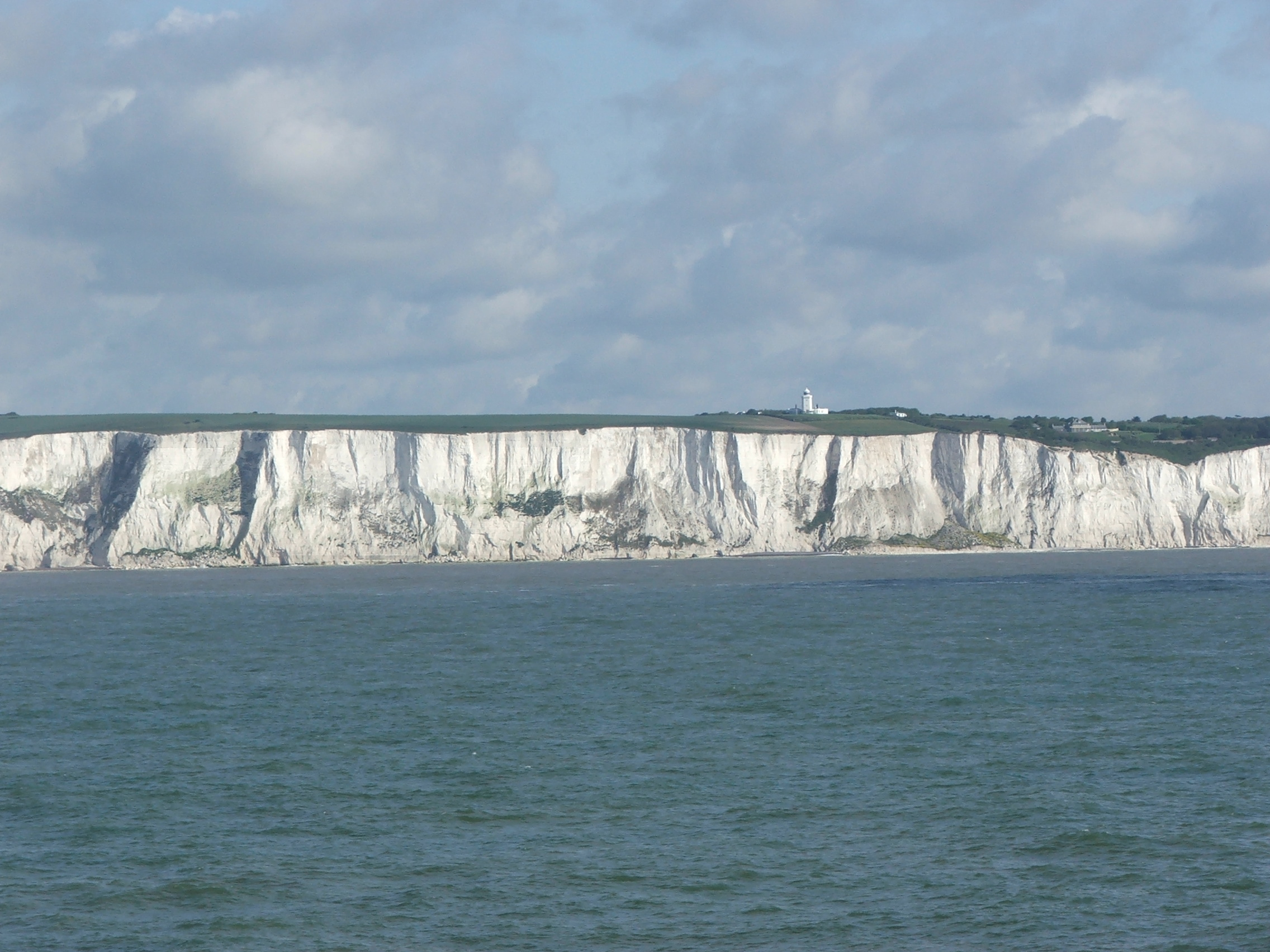
Porción de los acantilados, Acantilados blancos de Dover

Diversos ferris, el Eurotúnel y dos autopistas británicas unen el condado con el continente europeo. Hay también dos aeropuertos, uno en Manston y otro en Rochester, así como diversos aeródromos. Brands Hatch es un autódromo sede de fechas de varios campeonatos internacionales de automovilismo.

## Historia
El nombre de "Kent" proviene de la palabra Cantus que significa "canto". Se aplicaba a la zona más al este del actual condado y significaba "tierra fronteriza". El nombre más antiguo del condado de Kent es el de «Cancio» (en latín, Cantium, hogar de los canciacos o Cantiaci). Es de origen romano, pues aparece en Julio César referido a los hechos del año 51 a. C., en el libro V de sus Comentarios sobre la guerra de las Galias (13.1, 14.1 y 22.1).
Durante el siglo V la zona este de Kent fue ocupada por los jutos. El área se conoció como Cantia alrededor del año 730 y como Cent en 835. A principios de la Edad Media, los habitantes de la zona eran conocidos como los "Cantwara" o "la gente de Kent" y su capital se estableció en Canterbury.
Después de la invasión de Guillermo el conquistador, el pueblo de Kent adoptó el lema de Invicta para significar que no habían sido vencidos. Aseguraban que habían sido capaces de expulsar a los normandos, seguramente con intención de difamar a los habitantes de Hastings en el vecino condado de Sussex.
Canterbury se convirtió en centro de peregrinaje durante el martirio de Thomas Becket. El papel religioso de Canterbury sirvió también de inspiración para los Cuentos de Canterbury del escritor Geoffrey Chaucer.
Entre los residentes famosos del condado de Kent se encontraron el escritor Charles Dickens y el biólogo Charles Darwin. Winston Churchill tuvo también una casa en Kent.

## Demografía
Kent tiene una población de 1 554 600 (sin incluir Medway) de estos 763 300 son hombres y 791 400 son mujeres. Kent tiene 3.2 % de desempleo en 2017.

## Gobierno
El condado de Kent se divide en doce distritos no metropolitanos —Ashford, Canterbury, Dartford, Dover, Gravesham, Maidstone, Sevenoaks, Folkestone and Hythe, Swale, Thanet, Tonbridge and Malling y Tunbridge Wells—, todos ellos bajo el control de sus respectivos ayuntamientos y del condal, y en una autoridad unitaria —Medway—. Una parte o la totalidad de ellos está dividida en entidades menores conocidas como parroquias civiles.

## Clima
| Parámetros climáticos promedio de la estación meteorológica de Wye (1971-2000) | Parámetros climáticos promedio de la estación meteorológica de Wye (1971-2000) | Parámetros climáticos promedio de la estación meteorológica de Wye (1971-2000) | Parámetros climáticos promedio de la estación meteorológica de Wye (1971-2000) | Parámetros climáticos promedio de la estación meteorológica de Wye (1971-2000) | Parámetros climáticos promedio de la estación meteorológica de Wye (1971-2000) | Parámetros climáticos promedio de la estación meteorológica de Wye (1971-2000) | Parámetros climáticos promedio de la estación meteorológica de Wye (1971-2000) | Parámetros climáticos promedio de la estación meteorológica de Wye (1971-2000) | Parámetros climáticos promedio de la estación meteorológica de Wye (1971-2000) | Parámetros climáticos promedio de la estación meteorológica de Wye (1971-2000) | Parámetros climáticos promedio de la estación meteorológica de Wye (1971-2000) | Parámetros climáticos promedio de la estación meteorológica de Wye (1971-2000) | Parámetros climáticos promedio de la estación meteorológica de Wye (1971-2000) |
| Mes                                                                            | Ene.                                                                           | Feb.                                                                           | Mar.                                                                           | Abr.                                                                           | May.                                                                           | Jun.                                                                           | Jul.                                                                           | Ago.                                                                           | Sep.                                                                           | Oct.                                                                           | Nov.                                                                           | Dic.                                                                           | Anual                                                                          |
| ------------------------------------------------------------------------------ | ------------------------------------------------------------------------------ | ------------------------------------------------------------------------------ | ------------------------------------------------------------------------------ | ------------------------------------------------------------------------------ | ------------------------------------------------------------------------------ | ------------------------------------------------------------------------------ | ------------------------------------------------------------------------------ | ------------------------------------------------------------------------------ | ------------------------------------------------------------------------------ | ------------------------------------------------------------------------------ | ------------------------------------------------------------------------------ | ------------------------------------------------------------------------------ | ------------------------------------------------------------------------------ |
| Temp. máx. media (°C)                                                          | 7.1                                                                            | 7.2                                                                            | 9.9                                                                            | 12.1                                                                           | 15.9                                                                           | 18.7                                                                           | 21.3                                                                           | 21.6                                                                           | 18.4                                                                           | 14.5                                                                           | 10.3                                                                           | 8.0                                                                            | 13.8                                                                           |
| Temp. media (°C)                                                               | 4.3                                                                            | 4.3                                                                            | 6.4                                                                            | 8.2                                                                            | 11.6                                                                           | 14.3                                                                           | 16.8                                                                           | 16.9                                                                           | 14.3                                                                           | 10.9                                                                           | 7.1                                                                            | 5.3                                                                            | 10.1                                                                           |
| Temp. mín. media (°C)                                                          | 1.5                                                                            | 1.3                                                                            | 2.8                                                                            | 4.3                                                                            | 7.3                                                                            | 9.9                                                                            | 12.2                                                                           | 12.2                                                                           | 10.1                                                                           | 7.2                                                                            | 3.9                                                                            | 2.6                                                                            | 6.3                                                                            |
| Precipitación total (mm)                                                       | 72.0                                                                           | 44.7                                                                           | 53.5                                                                           | 50.8                                                                           | 45.3                                                                           | 51.8                                                                           | 47.1                                                                           | 55.9                                                                           | 65.3                                                                           | 85.4                                                                           | 78.7                                                                           | 77.3                                                                           | 727.9                                                                          |
| Días de lluvias (≥ 1 mm)                                                       | 12.6                                                                           | 9.3                                                                            | 10.0                                                                           | 9.1                                                                            | 8.9                                                                            | 8.6                                                                            | 6.8                                                                            | 7.2                                                                            | 8.7                                                                            | 11.3                                                                           | 11.6                                                                           | 12.0                                                                           | 116.1                                                                          |
| Horas de sol                                                                   | 55.2                                                                           | 74.3                                                                           | 112.2                                                                          | 159.3                                                                          | 205.5                                                                          | 196.5                                                                          | 203.1                                                                          | 209.3                                                                          | 148.8                                                                          | 117.5                                                                          | 72.6                                                                           | 49.0                                                                           | 1603.2                                                                         |
| Fuente: Met Office                                                             |                                                                                |                                                                                |                                                                                |                                                                                |                                                                                |                                                                                |                                                                                |                                                                                |                                                                                |                                                                                |                                                                                |                                                                                |                                                                                |

## Monumentos y lugares de interés
- Catedral de Canterbury
- Castillo de Dover
- Castillo de Leeds
- Castillo de Rochester